# Орловська губернія

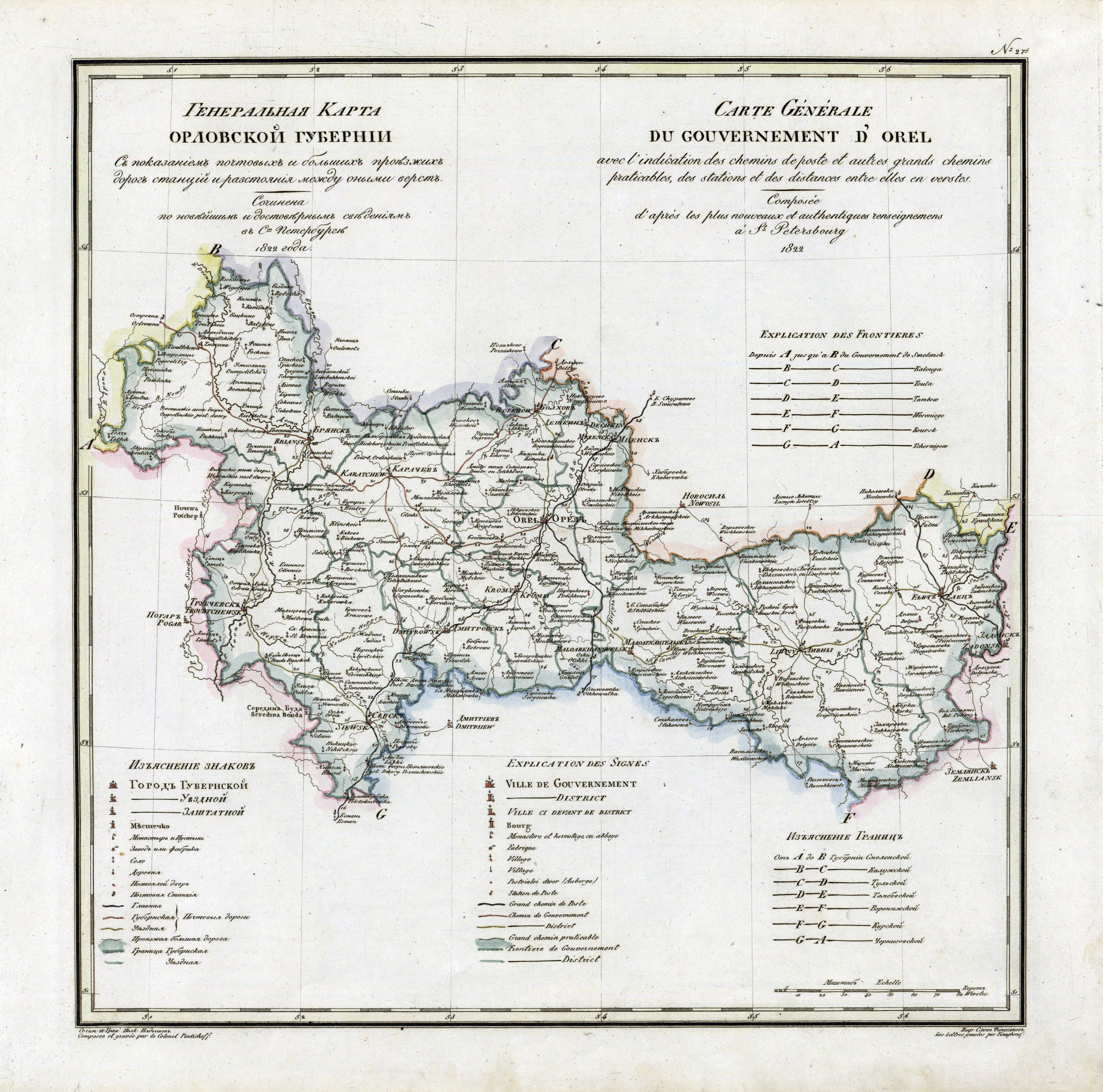

Орловська губернія — адміністративно-територіальна одиниця Російської імперії і РРФСР. Губернське місто — Орел.
Була створена 12 травня 1796 року з Орловського намісництва.
При утворенні поділялася на 13 повітів.
- 1797 Дешкинський, Дмитрівський й Малоархангельський повіти ліквідовані.
- 1802 Дмитрівський і Малоархангельський повіти поновлені.
- У квітні-грудні 1918 року частини Севського і Трубчевського повітів приєднували до суміжних повітів, що ввійшли до Чернігівської губернії Української Держави.
- 1920 Брянський, Карачівський, Севський і Трубчевський повіти увійшли до нової Брянскої губернії.
- 1924 ліквідовані Кромський і Мценський повіти. 1925 року до увійшов Новосильський повіт з Тульскої губернії.
- 16 жовтня 1925 року були передані Українській СРР[3] та увійшли до складу Глухівської округи села Рожковичі та Ситне колишньої Хінельської волості Севського повіту Орловської губернії, а також села Василівське, Зноб-Трубчевська, Карпеченкове, Кудоярове, Любахове, Новоасилівка, Українське колишньої Селецької волості Трубчевського повіту  (на той час - Почепського) Орловської (на той час - Брянської) губернії.
- 19 квітня 1926 року села Баранівка, Муравейня, Смикарівка, Смолине, Товстодубове, Фотовиж колишньої Хінельської волості Севського повіту Орловської губернії увійшли до складу Української СРР і були включені до Глухівської округи.

## Поділ
- Болховський повіт — з часу утворення губернії 1796
- Брянський повіт — з часу утворення губернії 1796, 1920 до складу Брянської губернії
- Дешкинський повіт — з часу утворення губернії 1796, ліквідований 1797
- Дмитровський повіт — з часу утворення губернії 1796, ліквідований 1797, поновлений 1802
- Єлецький повіт — з часу утворення губернії 1796
- Карачівський повіт — з часу утворення губернії 1796, 1920 до складу Брянської губернії
- Кромський повіт — з часу утворення губернії 1796, ліквідований 1924
- Лівнянський повіт — з часу утворення губернії 1796
- Малоархангельський повіт — з часу утворення губернії 1796, ліквідований 1797, поновлений 1802
- Мценський повіт — з часу утворення губернії 1796, ліквідований 1924
- Новосильський повіт — з 1925 зі складу Тульської губернії
- Орловський повіт — з часу утворення губернії 1796
- Севський повіт — з часу утворення губернії 1796, 1920 до складу Брянської губернії
- Трубчевський повіт — з часу утворення губернії 1796, 1920 до складу Брянської губернії

Ліквідована 14 травня 1928 року. Її територія увійшла до Центральчорноземної області РРФСР.

## Персоналії
- Бадаєв Олексій Єгорович — уроженець Карачівського повіту, діяч Комуністичної партії і Радянської держави.